# Грег Герман
Грегори Ендру Герман (енгл. Gregory Andrew Germann; Хјустон, Тексас, 26. фебруара 1958) је амерички позоришни, филмски и телевизијски глумац, драмски писац, водитељ и режисер. Најпознатији је по улози адвоката Ричарда Фиша у хумористичној серији Али Мекбил (1997 - 2002).
Његове најистакнутије улоге су у филмовима Дечија игра 2 (1990), Јасна и непосредна опасност (1994) и Слатки новембар (2001).